# Python Software Foundation License
Python Software Foundation License (PSFL) — BSD-подобная пермиссивная лицензия на свободное ПО, совместимая с GNU General Public License (GPL). Её первичное назначение — распространение программного проекта Python. В отличие от GPL, лицензия Python не является копилефтной и позволяет вносить изменения в исходный код, а также создавать производные работы, не открывая код. PSFL указана как утверждённая как FSF, так и OSI.
Более ранние версии Python находились под так называемой Python License, несовместимой с GPL. В качестве причины этой несовместимости Фондом свободного программного обеспечения было указано, что «эта лицензия Python регулируется законами штата Вирджиния, США», а GPL не позволяет этого.
В том же году, когда создатель языка Python Гвидо ван Россум изменил лицензию, чтобы устранить эту несовместимость, за что он был удостоен премии Free Software Award. Однако версии Python от 1.6b1 до 2.0 и 2.1 по-прежнему распространяются под старой лицензией, несовместимой с GNU GPL .